# L'anima e il suo destino
L'anima e il suo destino è un libro di Vito Mancuso.

## Contenuti
Con la prefazione del cardinale Carlo Maria Martini, Mancuso studia il concetto di anima alla luce del quesito se vi sia un'esistenza dopo la morte.
Il libro ha superato le 120 000 copie vendute (a maggio 2008), ed è diventato un dibattuto caso editoriale e culturale.
(Vito Mancuso, L'anima e il suo destino)

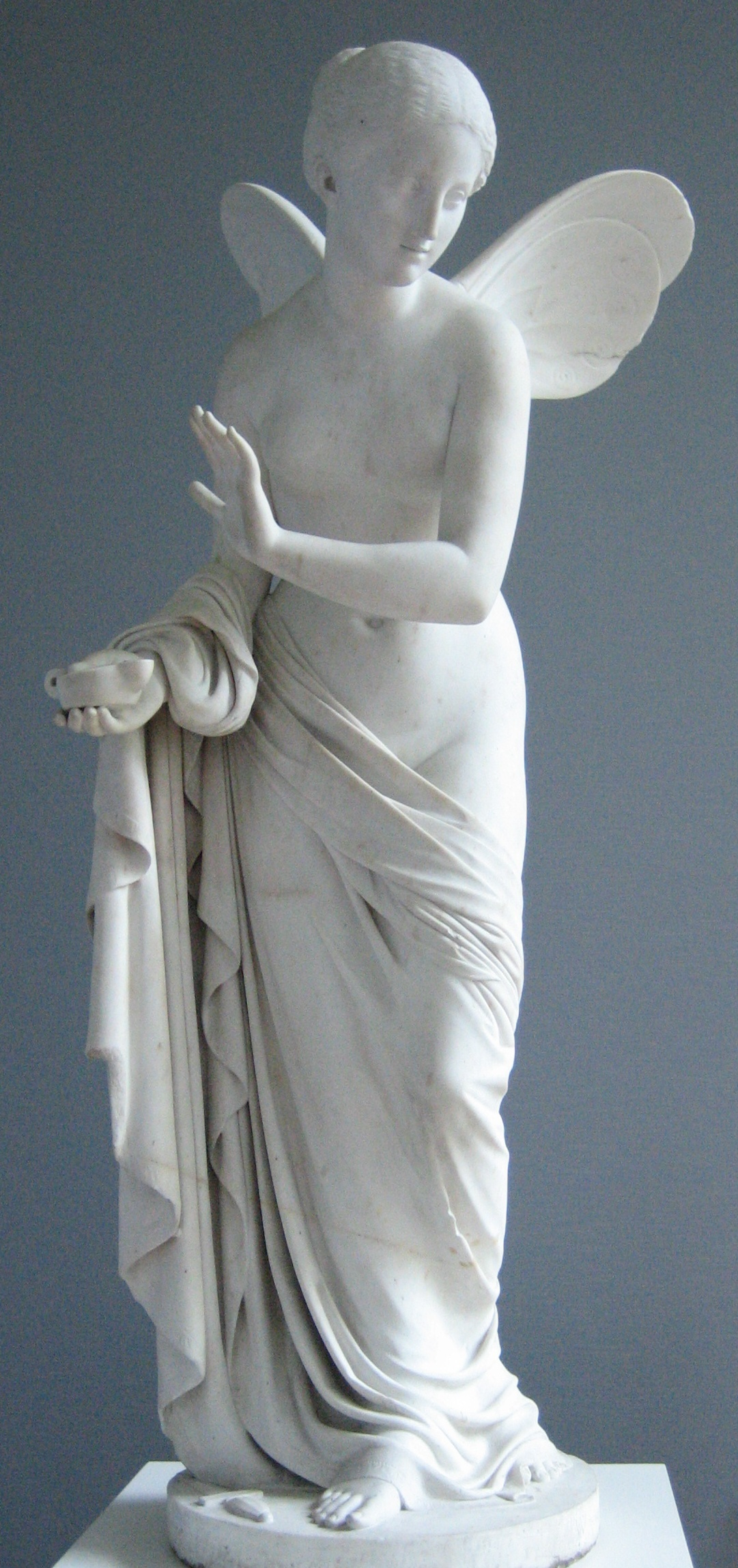
Psiche, personificazione dell'anima nella mitologia greca

Carattere distintivo dell'opera è l'analisi del problema teologico esteso anche alla coscienza laica cioè «quella parte della coscienza, presente in ogni uomo, credente o non credente, che cerca la verità per se stessa e non per appartenere a un'istituzione; quella parte della coscienza che vuole aderire alla verità, ma vuole farlo senza alcuna forzatura ideologica, di nessun tipo, e se accetta una cosa, lo fa perché ne è profondamente convinta, e non perché l'abbia detto uno dei numerosi papi, o uno degli altrettanti numerosi antipapi della cultura laicista»

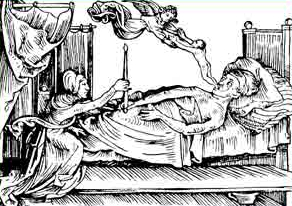
Un angelo prende l'anima di un morente (sec.XV)

Un obiettivo molto impegnativo è sottinteso nell'opera di Mancuso poiché si mira alla fondazione di una nuova teologia che non escluda la critica filosofica e i risultati della scienza e che valga per credenti e non credenti.

### Nel cosmo la parola di Dio
(Vito Mancuso, op.cit.)
Per Mancuso la scienza ci permette di leggere nel cosmo la parola di Dio così come si fa con le Sacre Scritture poiché «il mondo è uno solo e com'è fatto lo sappiamo solo grazie alla scienza. Ne viene che lo studio dei problemi della scienza [...] si impone a chiunque voglia fare teologia».
La scienza ci ha dimostrato che nell'universo esiste un Principio ordinatore, quello che gli antichi chiamavano Logos, che si esprime attraverso delle formazioni sempre più complesse. Nella natura cioè esiste un'energia ordinatrice che dalla materia inorganica che procede verso quella organica sino all'avvento di esseri intelligenti e dotati di morale.
Il discorso della scienza conferma il messaggio evangelico poiché quell'essenziale energia alla base dello sviluppo dell'essere è la "relazione" capace di un'armoniosa sintesi degli opposti che impedisce la dissoluzione caotica dell'universo dove Mancuso vede «l'Inferno [che] è il massimo del disordine»,e il Diavolo che ne «è la personificazione».

### L'anima come energia naturale
L'anima è quindi una formazione naturale presente fin dall'inizio nella materia inerte che arriva alla sua piena e completa essenza nell'uomo acquistando sempre più «ordine e informazione».
E se il Logos è relazione, allora l'espressione più alta di questa ordinata relazione è l'amore che accorda tra loro gli esseri. Quando questo amore si tramuta in un continuo operare per il bene e la giustizia realizzando l'ordine del Logos, allora si produce tanta energia da sopravvivere al corpo come anima, puro spirito esente da ogni residuo materiale.

### La salvezza per tutti
Mancuso crede che non sussista il problema della dannazione eterna per i peccatori: egli recupera l'antica dottrina dell'apocatastasi
 riprendendo così il pensiero di Origene. secondo il quale alla fine dei tempi avverrà la redenzione universale e tutte le creature saranno reintegrate nella pienezza del divino, compresi Satana e la morte: in tal senso, dunque, le pene infernali, per quanto lunghe, avrebbero un carattere non definitivo ma purificatorio.